# André Oscar Wallenberg

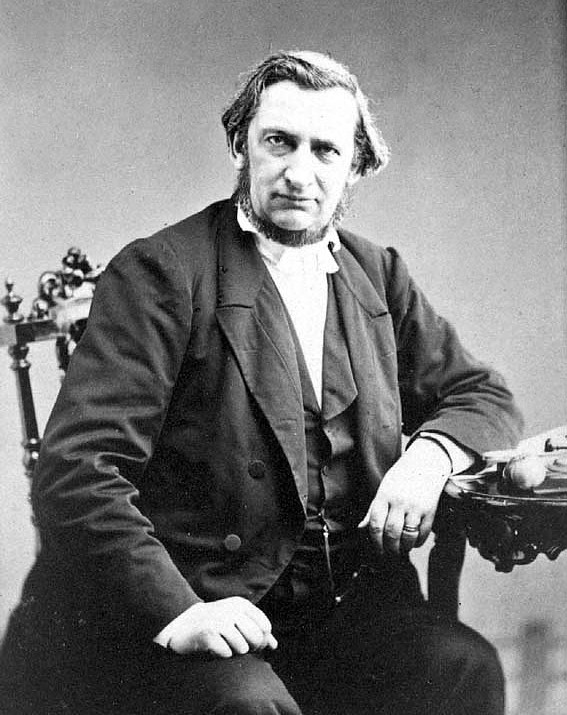
André Oscar Wallenberg. (1816–1886)

André Oscar Wallenberg (Linköping, 19 november 1816 - Stockholm, 12 januari 1886) was een Zweeds marineofficier, krantenuitgever, bankier en politicus die deel uitmaakte van de Wallenberg-familie. 
In 1856 richtte André Oscar Wallenberg de 'Stockholms Enskilda Bank' op, de voorloper van de huidige Skandinaviska Enskilda Banken.
- Bibliothèque nationale de France: cb14626775f (data)
- Gemeinsame Normdatei: 130588059
- International Standard Name Identifier: 0000 0001 0264 3112
- Library of Congress Control Number: n80107441
- LIBRIS: 269329
- Système universitaire de documentation: 086804995
- Virtual International Authority File: 70232820
- WorldCat: E39PBJwX8pDGDYbkfRrhFh34v3